# 吉尊白玛

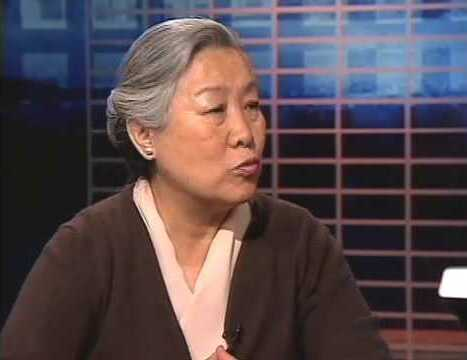
2009年的吉尊白玛

吉尊白玛（藏語：རྗེ་བཙུན་པདྨ་，威利转写：rje btsun pad+ma，THL：Jétsün Pema，1940年7月7日—），第十四世达赖喇嘛之妹，原西藏流亡政府噶伦，儿童权利活动家。

## 生平
吉尊白玛于1940年出生于拉萨。1950年前往印度，先后在噶伦堡的圣若瑟女校（St. Joseph's Convent）与大吉岭的洛雷托女校（Loreto Convent）就读。1961年起赴瑞士、英国留学。1964年回到印度后，被达赖喇嘛任命为西藏儿童村（Tibetan Children's Villages）负责人。她担任此职长达42年，直至2006年8月退休为止。
在她的努力之下，西藏儿童村计划建成了五座含附属学校的儿童村、七所寄宿学校、七所日校、十所日托中心、四所职业培训中心、四所青年旅舍、四所老年之家以及为2000余名流亡藏人儿童服务的扩展计划。总的来说，西藏儿童村服务于超过15000名的藏人儿童与年轻人。1970年她在首届西藏青年大会全会上被选为副主席，1984年又在首届西藏妇女协会（Tibetan Women's Association）全会上当选顾问。1980年她曾代表达赖喇嘛，率领第三批参观团前往西藏参观。此外，她还是位于新德里的西藏之家（Tibet House）管理团队的成员。
1990年5月在达兰萨拉召开的流亡藏人特别会议上，她当选为三位噶伦（内阁部长）之一，出任教育与卫生部噶伦，成为西藏首位女性噶伦。1991年又在西藏流亡议会上被选为教育部噶伦。1993年她从噶厦辞职。1995年西藏流亡议会赐予她“西藏之母”（Mother of Tibet）的称号，以表彰她对流亡藏人儿童作出的贡献。
1996年她出版了一本名为《西藏：我的故事》（Tibet: My Story）的自传。1997年，她在一部根据海因里希·哈勒同名自传改编、由布拉德·皮特和大卫·休里斯主演的电影《西藏七年》中，出演年幼的十四世达赖喇嘛的母亲，亦即她自己的母亲。1999年她获得联合国教科文组织奖章。

## 纪念
- 流亡藏人以吉尊白玛生平事迹为题材，将周传雄《黄昏》重新填词，创作了歌曲《阿妈吉尊白玛》，并在藏区流传。
- 2022年，流亡印度的西藏電影藝術家Geleck Palsang（དགེ་ལེགས།）製作了一部敘述吉尊白瑪的文獻紀錄片，題爲“Amala: The Life and Struggle of the Dalai Lama’s Sister”[5]，并於2025年5月上傳到YouTube網站[6]。